# Техницвет (физика)
Техницвет — в физике элементарных частиц собирательное название физических гипотез за пределами стандартной модели, в которых скалярный бозон Хиггса не является фундаментальной частицей, а является связанным состоянием гипотетических фермионов, техникварков.
Связь осуществляется посредством гипотетического сильного взаимодействия, аналогичного квантовой хромодинамике (как теория Янга — Миллса, то есть как неабелева калибровочная теория),
с новыми степенями свободы (цветами), отсюда происхождение названия техницвет, первоначально в шутливом смысле с намёком на техниколор цветного кино.

## Предпосылки
Одним из мотивов гипотезы техницвета является то, что фундаментальные скалярные частицы, такие как бозон Хиггса в квантовой теории поля, воспринимаются многими теоретиками как неестественные. Другой мотив — поиск фундаментальной теории, объясняющей параметры стандартной модели (константа взаимодействия, угол Вайнберга, массы).
Теории техницвета также выдвигают в качестве альтернативы теориям суперсимметрии в качестве решения проблемы калибровочной иерархии. Это вытекает из радиационных поправок в петлевых диаграммах — для очень разных масштабов нарушенной симметрии (электрослабое нарушение симметрии и шкала ТВО).

## Динамическое нарушение симметрии
Поскольку в теориях техницвета нарушение электрослабой симметрии является следствием динамики взаимодействия, они также называются теории динамического нарушения симметрии электрослабого взаимодействия. Сам термин нарушение динамической симметрии не ограничивается физикой элементарных частиц. Например, в физике твёрдого тела в
теории сверхпроводимости БКШ, с образованием куперовских пар из двух связанных друг с другом электронов, используется фундаментальное нарушение динамической симметрии, хотя и в рамках абелевой
теории. В физику элементарных частиц понятие динамического нарушения симметрии было введено в начале 1960-х годов в модели Намбу-Йона-Ласинио (от Намбу и Джованни Йона-Ласинио) перенесён и в то же время расширен до неабелевской физики. Эта теория является образцом для многих теорий с нарушением динамической симметрии.

## История
Теории техницвета были впервые представлены в конце 1970-х годов Леонардом Сасскиндом и Стивеном Вайнбергом. Вскоре после этого термин расширенный техницвет был введён Савасом Димопулосом и Сасскиндом а также Эстией Эйхеном и Кеннетом Лейном (последние использовали обозначение «гиперцвет» вместо техницвет). Целью было включение калибровочной группы стандартной модели и теории техницвета в общую калибровочную группу, для получения теории взаимодействия обычных фермионов стандартной модели (лептонов, кварков) с техникварками (с возможностью вывода масс и других параметров стандартной модели).

## Предсказания и проблемы
Теории техницвета предсказывают появление новых частиц, которые могут быть обнаружены на ускорителях частиц, таких как БАК, а также представляют возможных частиц, из которых состоит тёмная материя. Но они также сталкиваются с различными трудностями, вытекающими, например, из уже имеющихся точных измерений электрослабой теории. В частности, теории техницвета предсказывают изменяющие аромат
нейтральные токи, которые подавлены в Стандартной модели и могут существовать в узких экспериментальных пределах. В качестве выхода уже в 1980-х годах были предложены теории ходячего техницвета (Томас Аппельквист и другие). Они были в 2000-е годы изучены численными методами путём моделирования теорий поля на решётке.

## Альтернативы
Кроме теорий техницвета, существуют и другие теории, которые также содержат составные бозоны Хиггса, состоящие из фермионов. В особенности:
- Преонные модели, в которых кварки и лептоны обычно состоят из ещё более фундаментальных фермионов,
- Теории бозона Хиггса как t-кваркового конденсата (связанное состояние верхнего кварка и анти-верхнего кварка).